# سعودي كوميك كون
سعودي كوميك كون (بالإنجليزية: Saudi Comic Con)‏ هو مؤتمر متعدد الأنواع أقيم لأول مرة في المملكة العربية السعودية. يهتم المؤتمر بأفلام الكرتون والقصص المصورة والصناعات المصاحبة لها.

## التاريخ

### الافتتاح
تم افتتاح مؤتمر سعودي كوميك كون في عام 2017 من قبل شركة محلية تُدعى «تايم إنترتينمنت»، حيث تم عقده على مدار ثلاثة أيام في فبراير 2017 في مدينة جدة.
شاع هاشتاج على تويتر يشير إلى أن هذا المؤتمر هو مهرجان «لعبادة الشيطان»، وكانت هناك دعوات للمقاطعة. على الرغم من أن المؤتمر كان شائعًا، وشمل كلاً من المواهب الوطنية والدولية: تشارلز دانس وجوليان جلوفر من صراع العروش، وجيانكارلو إسبوزيتو من بريكينج باد، ومادس ميكلسن من دكتور سترينج، ومنتجون وممثلون سعوديون متنوعون.
حضر حفل الافتتاح 20 ألف شخص، وتمت الإشارة إلى الحدث على حد سواء لكونه اعترافًا بأهمية أنمي والثقافة الشعبية في المملكة العربية السعودية، ولمنح منصة للفنانين المحليين  وصناعة الترفيه الوطنية في الاقتصاد العالمي.